# Cameraria hamameliella
Cameraria hamameliella là một loài bướm đêm thuộc họ Gracillariidae. Nó được tìm thấy ở Canada (Québec và Nova Scotia) và Hoa Kỳ (bao gồm Massachusetts, Kentucky, Maine, Maryland, Michigan, New York và Connecticut).
Sải cánh dài khoảng 7 mm. Ấu trùng ăn Hamamelis species, bao gồm Hamamelis virginiana. Chúng ăn lá nơi chúng làm tổ..